# Ballylinan
Ballylinan (irisch Baile Uí Laigheanáin, „Ó Laigheanáins Ort“) ist eine Kleinstadt im County Laois im zentralen Binnenland der Republik Irland. Bei der Volkszählung 2022 lebten 1167 Menschen in Ballylinan.

## Lage
Ballylinan liegt etwa 25 Kilometer südsüdöstlich von Portlaoise und etwa fünf Kilometer südwestlich von Athy. Durch die Ortschaft führt die N78 von Athy nach Kilkenny. 

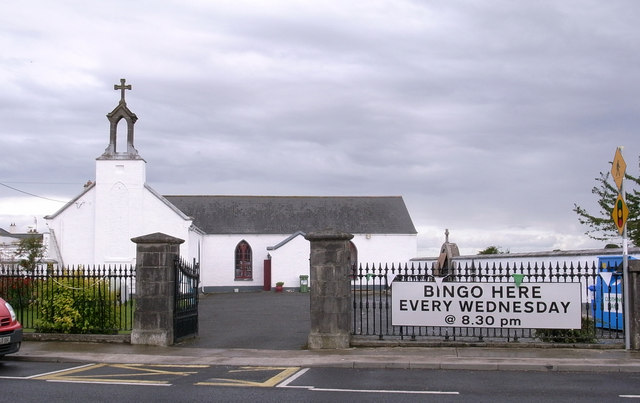
Ehemalige St. Anne’s Church

## Wirtschaft
Im Wesentlichen ist die Ortschaft durch landwirtschaftliche Betriebe und Pendlerwohnungen bestimmt. 

## Söhne und Töchter
- William Russell Grace (1832–1904), Bürgermeister von New York City, Gründer von W. R. Grace and Company

## Trivia
Von 2002 bis 2008 fand hier jährlich im Juli das Metal-Festival Day of Darkness statt.